# Liste japanischer Operationen während des Zweiten Weltkriegs
Die Liste japanischer Operationen während des Zweiten Weltkriegs umfasst geplante, ausgeführte und abgebrochene Operationen der Kaiserlich Japanischen Marine und des Kaiserlich Japanischen Heeres zwischen 1941 und 1945.
| Operation                        | Jahr | Ziel |
| -------------------------------- | ---- | --- |
| Operation B                      | 1941 | Japanische Invasion Sarawaks, Britisch-Borneo                                                                                  |
| Operation E                      | 1941 | Japanische Invasion Thailands und Nordost-Malayas                                                                              |
| Operation FU                     | 1941 | Japanische Invasion Indochinas                                                                                                 |
| Operation M                      | 1941 | Japanische Invasion der Philippinen                                                                                            |
| Operation AI                     | 1941 | Japanischer Angriff auf Pearl Harbor                                                                                           |
| Operation AL                     | 1942 | Japanische Invasion der Aleuten                                                                                                |
| Operation B                      | 1942 | Japanische Invasion Burmas |
| Operation C                      | 1942 | Japanische Aufklärung in den Indischen Ozean                                                                                   |
| Operation D                      | 1942 | Japanische Invasion der Andamanen und Nikobaren                                                                                |
| Operation H                      | 1942 | Japanische Invasion von Celebes, Ambon und Timor                                                                               |
| Operation J                      | 1942 | Japanische Invasion Javas |
| Operation K                      | 1942 | Japanische Aufklärung und Luftangriff auf Pearl Harbor                                                                         |
| Operation Ka                     | 1942 | Zerstörung der Alliierten Flotte bei Guadalcanal und Rückeroberung der Insel                                                   |
| Operation L                      | 1942 | Luftlande- und Landungs-Operation zur Eroberung Palembangs                                                                     |
| Operation X                      | 1942 | Eroberung der Weihnachtsinsel                                                                                                  |
| Operation MI                     | 1942 | Japanische Invasion der Midwayinseln, abgebrochen                                                                              |
| Operation MO                     | 1942 | Japanische Invasion von Port Moresby, abgebrochen                                                                              |
| Operation R                      | 1942 | Japanische Invasion von Rabaul und Kavieng                                                                                     |
| Operation RI                     | 1942 | Japanische Eroberung des Gebiets um Buna und Gona im Territorium Papua                                                         |
| Operation SR                     | 1942 | Japanische Invasion von Lae und Salamaua                                                                                       |
| Operation T                      | 1942 | Japanische Invasion Nord-Sumatras                                                                                              |
| Operation U                      | 1942 | Japanische Invasion Burmas |
| Operation I                      | 1943 | Japanischer Luftangriff gegen den alliierten Vormarsch auf Neuguinea und Guadalcanal                                           |
| Operation 21                     | 1943 | Japanische Invasion Indiens, Plan verworfen                                                                                    |
| Operation Ke                     | 1943 | Japanische Evakuierung Guadalcanals                                                                                            |
| Operation RY                     | 1943 | Japanische Invasion Naurus und der Ocean Islands                                                                               |
| Operation RO                     | 1943 | Japanischer Plan zur Verteidigung Rabauls                                                                                      |
| Operation Ta                     | 1943 | Japanischer Angriff auf Bougainville                                                                                           |
| Operation A-gō                   | 1944 | Japanischer Angriff auf die US-Flotte vor Saipan                                                                               |
| Operation Ban-gō                 | 1944 | Japanischer Verteidigungsplan des Flusses Irrawaddy                                                                            |
| Operation Ha-gō                  | 1944 | Vorbereitende Operation zu Operation U-gō, in der britisch-indische Truppen bei Arakan isoliert und vernichtet werden sollten. |
| Operation U-gō                   | 1944 | Japanischer Angriff auf Imphal und Kohima                                                                                      |
| Operation Yū/Operation Tatsumaki | 1944 | Japanischer Angriff mit per U-Boot zu transportierenden „Typ 4 Ka-Tsu“-Panzern auf das Ulithi-Atoll, abgebrochen               |
| Operation Dan-gō                 | 1944 | Japanischer Verteidigungsplan nach der gescheiterten Operation U-gō                                                            |
| Operation FS                     | 1944 | Japanischer Plan, Australien durch die Eroberung Neukaledoniens zu isolieren, abgebrochen                                      |
| Operation Fu-gō                  | 1944 | Japanischer Plan, die USA durch Ballonbomben anzugreifen                                                                       |
| Operation Ichi-gō                | 1944 | Japanische Invasion Süd-Chinas                                                                                                 |
| Operation Ko-gō                  | 1944 | Erste Phase des Angriffs auf Süd-China – „Chinesische-Hauptstadt-Operation“ (Teil der Operation Ichi-gō)                       |
| Operation To-gō                  | 1944 | Zweite Phase des Angriffs auf Süd-China – „Hunan-Guangxi-Operation“ (Teil der Operation Ichi-gō)                               |
| Operation Kan-gō                 | 1944 | Japanischer Verteidigungsplan für Süd-Burma                                                                                    |
| Operation Kon                    | 1944 | Japanischer Verteidigungsplan für Biak                                                                                         |
| Operation Shō-gō                 | 1944 | Großflächiger Verteidigungsplan des japanischen Mutterlandes                                                                   |
| Operation Shō I                  | 1944 | Japanischer Angriff auf die vor Leyte liegende US-Flotte (Teil der Operation Shō-gō)                                           |
| Operation Shō II                 | 1944 | Japanischer Verteidigungsplan Formosas (Teil der Operation Shō-gō)                                                             |
| Operation Shō III                | 1944 | Japanischer Verteidigungsplan Honshūs (Teil der Operation Shō-gō)                                                              |
| Operation Shō IV                 | 1944 | Japanischer Verteidigungsplan Hokkaidōs (Teil der Operation Shō-gō)                                                            |
| Operation Ta                     | 1944 | Japanischer Angriff auf US-Truppen bei Cape Torokina                                                                           |
| Operation Take-Ichi              | 1944 | Japanischer Schiffskonvoi zur Verstärkung der Truppen auf Neuguinea                                                            |
| Operation Te                     | 1944 | Japanischer Luftlandeangriff auf Flugfelder auf Leyte (Teil von Operation Wa)                                                  |
| Operation Wa                     | 1944 | Japanischer Bodenangriff auf Flugfelder auf Leyte (Teil von Operation Te)                                                      |
| Operation Arashi                 | 1945 | Japanischer Luftangriff auf das Ulithi-Atoll                                                                                   |
| Operation Hikari                 | 1945 | Japanische Aufklärung des Ulithi-Atolls (Teil der Operation Arashi)                                                            |
| Operation Tan 2                  | 1945 | Japanischer Angriffsplan gegen den Ankerplatz alliierter Schiffe am Ulithi-Atoll                                               |
| Operation Ketsu-gō               | 1945 | Japanischer Verteidigungsplan gegen eine potenzielle alliierte Landung auf dem japanischen Mutterland                          |
| Operation Kikusui                | 1945 | Japanischer Luftangriff auf die US-Flotte vor Okinawa                                                                          |
| Operation Kita                   | 1945 | Japanische Schiffsverlegung und Marinetransport von Singapur nach Japan                                                        |
| Operation Ten-gō                 | 1945 | Japanischer Seeangriff auf die US-Flotte vor Okinawa                                                                           |
| Operation Ken                    | 1945 | Japanischer Luftlandeangriff auf Flugfelder auf den Marianen, abgebrochen                                                      |
| Operation Gi-gō                  | 1945 | Japanische Luftlandung auf Okinawa, um US-Flugfelder und -Flugplätze zu sabotieren                                             |
| Operation Kon-gō                 | 1945 | Japanischer Angriff mit Ein-Mann-Torpedos auf alliierte Schiffe, abgebrochen                                                   |